# Mahlův kardinál
Mahlův kardinál (a jeho odvozeniny jako jsou slabě Mahlův kardinál nebo hyper Mahlův kardinál) je matematický pojem z oblasti teorie množin (kardinální aritmetiky). Patří mezi velké kardinály.

## Definice

### Slabě Mahlův kardinál
Kardinál {\displaystyle \kappa } je slabě Mahlův, pokud je slabě nedosažitelný a množina {\displaystyle \,\{\lambda <\kappa ;\lambda } regulární {\displaystyle \,\}} je stacionární v {\displaystyle \kappa }.

### Mahlův kardinál
Kardinál je Mahlův, jestliže je slabě Mahlův a nedosažitelný.

## Historie
Mahlův kardinál byl poprvé popsán Paulem Mahlem roku 1911.

## Vlastnosti
Každý Mahlův kardinál je slabě Mahlův.
Každý Mahlův kardinál je hypernedosažitelný.
Za předpokladu zobecněné hypotézy kontinua (GCH) je kardinál Mahlův, právě když je slabě Mahlův.